# Neil Lyster
Neil Lyster (* 2. Dezember 1947 in Wellington) ist ein ehemaliger neuseeländischer Radrennfahrer und nationaler Meister im Radsport.

## Sportliche Laufbahn
Lyster war im Bahnradsport und im Straßenradsport aktiv. Er war Teilnehmer der Olympischen Sommerspiele 1968 in Mexiko-Stadt. Im Mannschaftszeitfahren belegte Neuseeland mit Neil Lyster, Richard Douglas Thomson, John Dean und Des Thomson den 23. Rang. Bei den Olympischen Sommerspielen 1972 in München war er erneut am Start. In der Mannschaftsverfolgung schied Neuseeland in den Vorläufen aus.
Er gewann 1978 die Silbermedaille für Neuseeland bei den Commonwealth Games in der Mannschaftsverfolgung. 1970 siegte er in der nationalen Meisterschaft im Straßenrennen.